# Sidoarjo (Regierungsbezirk)
Sidoarjo (javanisch ꦏꦧꦸꦥꦠꦺꦤ꧀ꦱꦶꦢꦲꦂꦗ) ist ein indonesischer Regierungsbezirk (Kabupaten) in der Provinz Jawa Timur, im Osten der Insel Java. Mit Stand Ende 2021 leben hier knapp 2 Millionen Menschen. Der Regierungssitz des Kabupaten Sidoarjo ist die gleichnamige Stadt Sidoarjo. Der nördliche Teil des Regierungsbezirks gehört zur Metropolregion Surabaya, die auch unter dem Akronym Gerbangkertosusila bekannt ist. Berühmt ist Sidoarjo für den Flughafen Juanda, der den Großraum Surabaya bedient, und den größten aktiven Schlammvulkan der Welt.

## Geographie
Sidoarjo liegt relativ zentral in der Provinz Jawa Timur. Der nördliche Teil grenzt an die Provinzhauptstadt (Kota) Surabaya, zu dessen Metropolregion Gerbangkertosusila weite Teile des Regierungsbezirks Sidoarjos zählen. Im Nordwesten und Westen grenzt es an die Regierungsbezirke Gresik und Mojokerto, die ebenfalls zur Metropolregion Surabaya zählen. Im Süden grenzt Sidoarjo an den Kabupaten Pasuruan und im Osten wird es durch die Straße von Madura abgegrenzt. Administrativ gliedert sich Sidoarjo in 18 Distrikte (Kecamatan) und 353 Dörfer, davon 322 Desa und 31 Kelurahan.

### Verwaltungsgliederung

Kecamatan-Grenzen in Sidoarjo

| Code 1   | Kecamatan Distrikt | Fläche (km²) | Einwohner Census 2010 2 | Volkszählung 2020 | Volkszählung 2020 | Volkszählung 2020 | Anzahl der | Anzahl der |
| Code 1   | Kecamatan Distrikt | Fläche (km²) | Einwohner Census 2010 2 | Einwohner 3       | 0Dichte 40        | Sex Ratio 5       | Desa 6     | Kel. 7     |
| -------- | ------------------ | ------------ | ----------------------- | ----------------- | ----------------- | ----------------- | ---------- | ---------- |
| 35.15.01 | Tarik              | 36,06        | 61.032                  | 69.189            | 1.918,72          | 101,37            | 20         | –          |
| 35.15.02 | Prambon            | 34,23        | 68.576                  | 79.952            | 2.335,73          | 102,13            | 20         | –          |
| 35.15.03 | Krembung           | 29,55        | 58.336                  | 69.887            | 2.365,04          | 100,46            | 19         | –          |
| 35.15.04 | Porong             | 29,82        | 64.390                  | 73.446            | 2.462,98          | 102,09            | 13         | 6          |
| 35.15.05 | Jabon              | 81,00        | 49.567                  | 56.266            | 694,64            | 101,01            | 15         | –          |
| 35.15.06 | Tanggulangin       | 32,29        | 83.304                  | 89.804            | 2.781,17          | 100,87            | 19         | –          |
| 35.15.07 | Candi              | 40,67        | 145.255                 | 153.423           | 3.772,39          | 100,42            | 24         | –          |
| 35.15.09 | Tulangan           | 31,21        | 87.582                  | 102.339           | 3.279,05          | 101,00            | 22         | –          |
| 35.15.10 | Wonoayu            | 33,92        | 71.822                  | 85.586            | 2.523,17          | 101,77            | 23         | –          |
| 35.15.14 | Sukodono           | 32,68        | 110.596                 | 121.859           | 3.728,86          | 103,08            | 19         | –          |
| 35.15.08 | Sidoarjo           | 62,56        | 193.469                 | 201.115           | 3.214,75          | 98,90             | 10         | 14         |
| 35.15.15 | Buduran            | 41,03        | 91.931                  | 98.710            | 2.405,80          | 101,45            | 15         | –          |
| 35.15.17 | Sedati             | 79,43        | 92.786                  | 96.636            | 1.216,62          | 102,10            | 16         | –          |
| 35.15.18 | Waru               | 30,32        | 231.309                 | 200.754           | 6.621,17          | 99,12             | 17         | –          |
| 35.15.16 | Gedangan           | 24,06        | 132.971                 | 120.003           | 4.987,66          | 100,95            | 15         | –          |
| 35.15.13 | Taman              | 31,54        | 213.224                 | 207.815           | 6.588,93          | 101,64            | 16         | 8          |
| 35.15.11 | Krian              | 32,50        | 118.506                 | 130.930           | 4.028,62          | 102,94            | 19         | 3          |
| 35.15.12 | Balongbendo00      | 31,40        | 66.841                  | 76.050            | 2.421,97          | 102,26            | 20         | –          |
| 35.15    | Kab. Sidoarjo      | 714,24       | 1.941.497               | 2.033.764         | 2.847,45          | 101,09            | 322        | 31         |

## Demographie
Ende 2021 lebten in Sidoarjo 1.952.565 Menschen, davon 973.544 Frauen 979.021 Männer. Die Bevölkerungsdichte betrug 2687,5 Einwohner je Quadratkilometer. 95,73 Prozent der Einwohner waren Muslime, 2,73 Prozent Protestanten, 1,18 Prozent Katholiken, 0,19 Prozent Buddhisten und 0,15 Prozent Hindus. Daneben gab es noch vereinzelte Konfuzianer und Anhänger von Naturreligionen. Familienstand: 43,56 Prozent der Gesamtbevölkerung waren ledig, 49,93 Prozent verheiratet, 2,13 Prozent sind geschieden und 4,38 Prozenbt sind verwitwet.

## Wirtschaft
Aufgrund seiner Lage in der Metropolregion Surabaya befinden sich viele Fabriken und Fertigungsanlagen in Sidoarjo. Ein Großteil der 15.000 Klein- und Mittelstandsunternehmen stellt Krupuk, die indonesischen Krabbenchips, her. Begünstigt wird diese Industrie durch die große verarbeitenden Fischindustrie und die Nähe zum Meer.

## Verkehr
Der Flughafen Juanda, einer der größten Flughäfen nach Passagieraufkommen in Indonesien, befindet sich im nördlichen Teil des Regierungsbezirks Sidoarjo. Durch Sidoarjo läuft die Nationalstraße 1, die Teil des Asian Highway 2 ist und die Insel Java von Westen nach Osten durchquert. Ebenfalls durch Sidoarjo verläuft die Bahnstrecke von Yogyakarta nach Banyuwangi, die täglich mit dem Zug Mutiara Timur befahren wird.

## Schlammvulkan

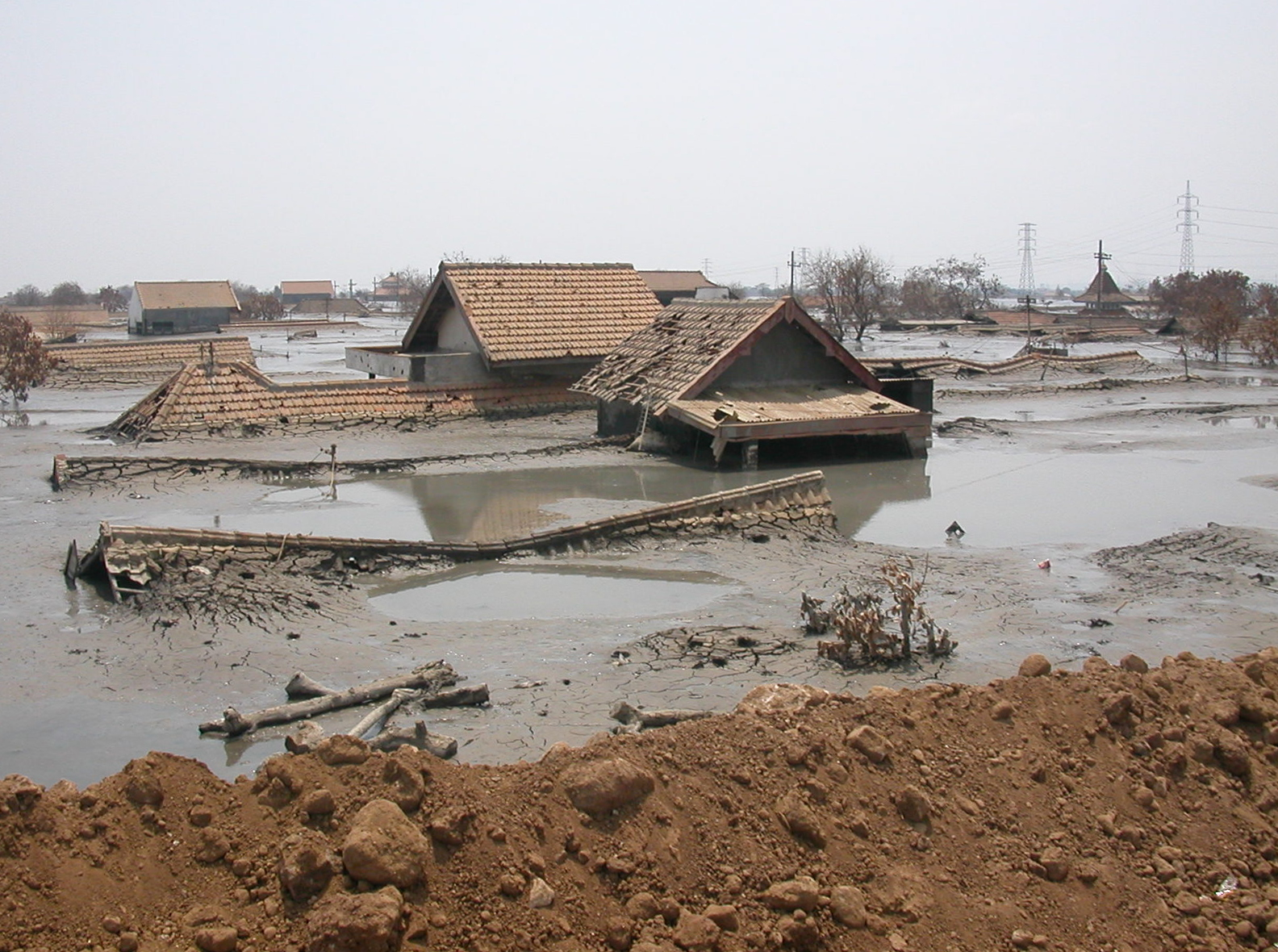
Auswirkungen des Schlammvulkans Lusi

Der Schlammvulkan Sidoarjo, indonesisch Banjir lumpur panas Sidoarjo, kurz Lumpur Lapindo, brach 2006 im Distrikt Porong aus und spuckt seitdem ununterbrochen Schlamm aus. 13 Menschen starben bei dem Ausbruch und 13.000 Familien mussten ihre Häuser verlassen. Als Ursache für den Ausbruch gelten Gasbohrungen, das Gasunternehmen Lapindo Brantas dagegen vermutet ein Erdbeben. Laut Messungen von Forscherteams wird der Ausbruch noch viele Jahre fortdauern.